# Arizona State Route 389
Die Arizona State Route 389 ist eine State Route im Norden des US-Bundesstaats Arizona.
Sie erschließt den Arizona Strip, das durch den Grand Canyon vom Rest Arizonas abgetrennte nordwestlichste Stück des Bundesstaates.
Der Highway beginnt bei Colorado City an der Utah State Route 59 an der Grenze zu Utah, passiert die Kaibab Paiute Indian Reservation mit dem Pipe Spring National Monument und dem Ort Kaibab und endet nach der Überquerung des kleinen Kanab Creek am U.S. Highway 89A bei Fredonia. 

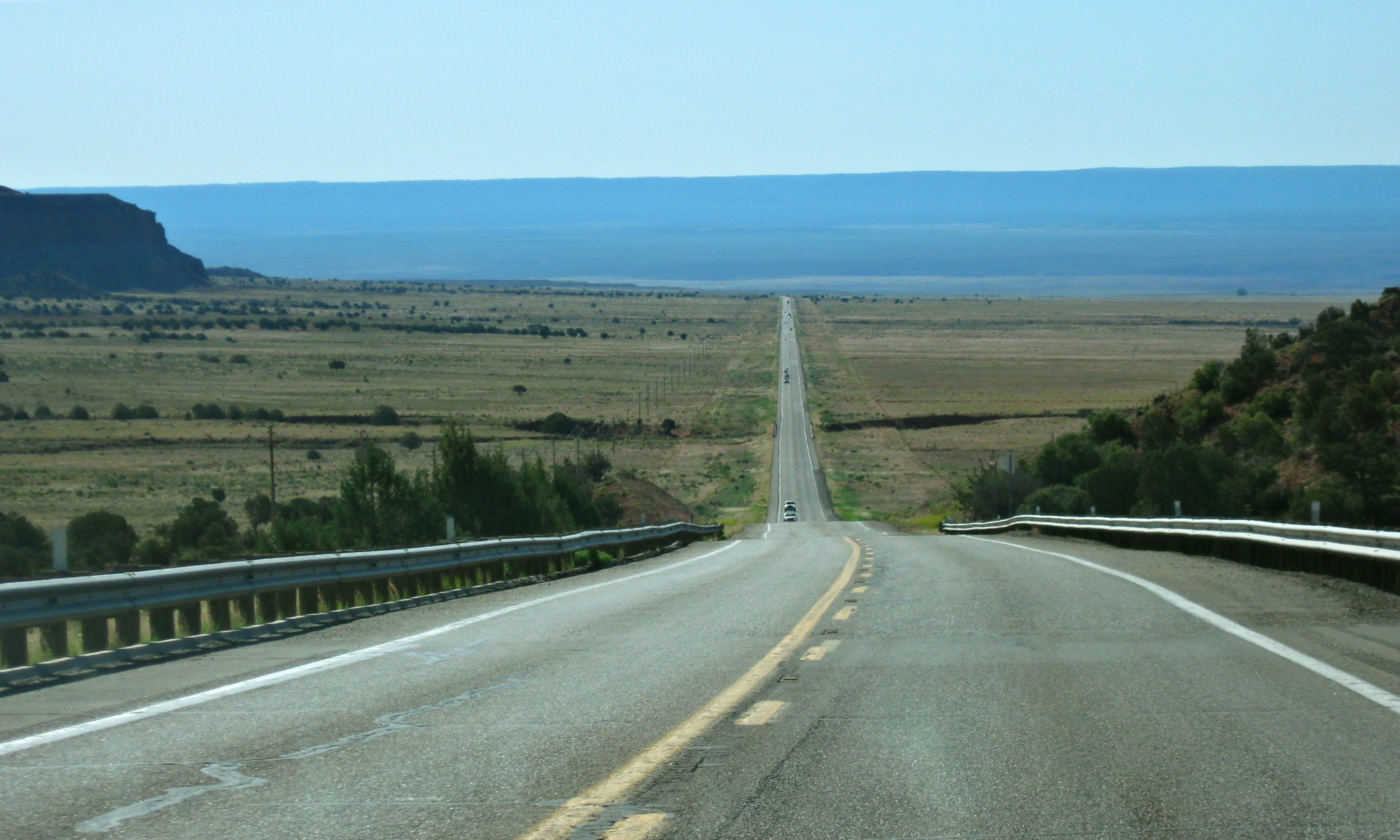
State Route 389 in Mohave County